# ماساهيتو أونو
ماساهيتو أونو (باليابانية: 小野 雅史) (مواليد 9 أغسطس 1996) هو لاعب كرة قدم ياباني.

## وصلات خارجية
- ماساهيتو أونو على موقع رابطة كرة القدم اليابانية للمحترفين (اليابانية)
- ماساهيتو أونو على موقع قاعدة بيانات كرة القدم.إي يو (الإنجليزية)
- ماساهيتو أونو على موقع Soccerway.com (الإنجليزية)
- ماساهيتو أونو على موقع عالم كرة القدم.نت (الإنجليزية)